# Erythrina versicolor
Erythrina versicolor là một loài thực vật có hoa trong họ Đậu. Loài này được Bojer miêu tả khoa học đầu tiên.